# Stanisław Wolfarth
Stanisław Bronisław Wolfarth (ur. 10 lutego 1933 w Gostyniu, zm. 20 listopada 2007 w Krakowie) – polski psychofarmakolog, neurobiolog, profesor nauk medycznych, w latach 1971–2003 kierownik Pracowni i Zakładu Neuropsychofarmakologii Instytutu Farmakologii Polskiej Akademii Nauk, autor niemal stu prac naukowych, działacz związkowy w „Solidarności”, działacz opozycji demokratycznej w Polskiej Rzeczypospolitej Ludowej, działacz polityczny w III RP, członek założyciel Polskiego Towarzystwa Badań Układu Nerwowego.

## Życiorys
Urodził się 10 lutego 1933 roku w Gostyniu jako syn Juliusza Wolfartha, starosty gostyńskiego; prawnuk Franciszka Wolfartha. Jego ojciec zginął w 1942 roku w obozie koncentracyjnym Auschwitz.
W czasie okupacji hitlerowskiej Stanisław Wolfarth uczył się w domu w Poznaniu, pod opieką ukrywanego przez jego matkę księdza Stefana Tabora. Po wojnie kontynuował naukę w gimnazjum w Gostyniu. Przebywał w prowadzonym przez księży filipinów konwikcie na Św. Górze. Jego matka po 1945 roku próbowała prowadzić kawiarnię, za co spotkały ją szykany ze strony władz ludowych, dążących do wygaszenia wszelkiej działalności prywatnej. Matka „nie była w stanie podołać obciążeniom finansowym, które wynikały z tytułu nauki syna”. Rodzina znajdowała się w trudnej sytuacji finansowej.
W związku z tym Stanisław Wolfarth w 1948 roku, w wieku szesnastu lat, został zmuszony do przerwania edukacji i podjęcia pracy. Pracował początkowo jako kelner, referent, kierownik stołówki. Potem trafił do wojska. Jako „element niepewny ideowo”, został przydzielony do Batalionów Pracy w kopalni Piast, gdzie spędził dwa lata. Po odbyciu służby wojskowej podjął ponownie pracę zarobkową jako elektryk, a następnie pakowacz.
W 1956 roku zdał eksternistycznie egzamin dojrzałości w II Liceum Ogólnokształcącym im. Króla Jana III Sobieskiego w Krakowie. Wkrótce potem rozpoczął studia na Wydziale Lekarskim Akademii Medycznej w Krakowie. Studia te ukończył w 1963 roku.
Po zakończeniu studiów rozpoczął pracę naukową, początkowo jako wolontariusz, potem doktorant w Zakładzie Farmakologii Polskiej Akademii Nauk. Z tą jednostką, przemianowaną następnie na Instytut Farmakologii PAN, był związany przez kolejnych ponad czterdzieści lat, aż do końca swojego życia.
W 1969 roku w Zakładzie Farmakologii PAN uzyskał stopień doktora na podstawie dysertacji Wpływ estrów alkoholu 3,4,5-trójmetoksybenzylowego na centralny system nerwowy. W latach 1970–1971 był stypendystą Rządu Francuskiego w Zakładzie Neuropsychofarmakologii Instytutu Badań Medycznych (INSERM) Paryżu. W tym czasie obył staże w Zakładzie Neuropatologii Doświadczalnej w Lyonie i w Instytucie Neurofizjologii (CNRS) w Marsylii. Po powrocie do Polski w 1971 roku otrzymał nominację na pełniącego obowiązki kierownika Pracowni Neurofarmakologii Zakładu Farmakologii PAN. Pracownią tą, przekształconą później w Zakład, kierował nieprzerwanie aż do roku 2003.
W latach 1975–1977 był stypendystą Towarzystwa Maksa Plancka w Instytucie Eksperymentalnej Medycyny w Getyndze (Max-Planck-Institut für Experimentelle Medizin), w zespole profesora Karla-Heinza Sontaga. Nawiązana wówczas współpraca, poszerzona o zespół profesora Alexandra Coolsa z Uniwersytetu Katolickiego w Nijmegen, trwała około dziewięć lat.
W 1977 roku, na podstawie pracy Doświadczalne podstawy terapii choroby Parkinsona i równowagi cholinergiczno-dopaminowej w zwojach podstawy, Stanisław Wolfarth uzyskał stopień doktora habilitowanego. W latach 1980–1981 był członkiem i aktywnym działaczem Niezależnego Samorządnego Związku Zawodowego „Solidarność”. W stanie wojennym, dzięki kontaktom z wydawnictwami drugiego obiegu i środowiskami emigracyjnymi, rozprowadzał wśród kolegów farmakologów tak zwaną literaturę zakazaną. Brał także udział w dystrybucji darów, jakie napływały w tym czasie z zagranicy do Kurii Biskupiej w Krakowie.
W 1989 roku uzyskał tytuł profesora nadzwyczajnego, zaś w roku 1995 tytuł profesora zwyczajnego nauk medycznych. W 1989 rozpoczął współpracę z naukowcami z Zakładu Klinicznej Neurobiologii i Psychiatrii Wolnego Uniwersytetu w Berlinie, oraz z Ireną Hausmanową-Petrusewicz i Anną Kamińską z Instytutu Medycyny Doświadczalnej i Klinicznej im. Mirosława Mossakowskiego PAN oraz Kliniki Neurologii Akademii Medycznej w Warszawie, prowadząc badania nad procesami starzenia. Współpraca ta trwała przez blisko trzydzieści kolejnych lat. W 2003 roku Stanisław Wolfarth przeszedł na emeryturę.
Był członkiem założycielem Polskiego Towarzystwa Badań Układu Nerwowego, członkiem Towarzystwa Farmakologicznego, Europejskiego Towarzystwa Behawioralnej Farmakologii, członkiem Rady Naukowej Instytutu Farmakologii PAN w Krakowie, członkiem Komisji Biologii Starzenia oraz Komitetu Patologii Komórkowej i Molekularnej Wydziału Nauk Medycznych PAN. Organizował szereg konferencji i sympozjów naukowych w kraju i za granicą. Prowadził szkolenia i wygłaszał wykłady na posiedzeniach różnych gremiów, oraz w firmach farmaceutycznych.
Po 1989 roku nadal zajmował się aktywnością związkową i polityczną. Początkowo działał w Kole Solidarności pracowników PAN. Potem był członkiem Ruchu Obywatelskiego Akcja Demokratyczna, Unii Demokratycznej i Unii Wolności, z ramienia której kandydował do Sejmu. Był pomysłodawcą i organizatorem sympozjum naukowego poświęconego 20-letniej współpracy polsko-niemieckiej, które odbyło się w roku 1993 w Zakopanem.
Interesował się literaturą, historią, kosmologią, polityką. Biegle posługiwał się językami angielskim, francuskim i niemieckim. Ożenił się z Wandą Błońską. Mieli troje dzieci. Stanisław Wolfarth zmarł w Krakowie 20 listopada 2007 roku. Został pochowany na cmentarzu Rakowickim.

## Praca naukowa
Opublikował blisko sto oryginalnych prac badawczych w recenzowanych czasopismach naukowych.

### Wybrane publikacje
- Ossowska K, Konieczny J, Wolfarth S,Wierońska J, Pilc A. Blockade of the metabotropic glutamate receptor subtype 5 (mGluR5) produces antiparkinsonian-like effects in rats. „Neuropharmacology”. 41 (4), s. 413–20, wrzesień 2001.
Liczba cytowań: 94 wg Web of Science.

- Ossowska K, Karcz M, Wardas J, Wolfarth S. Striatal and nucleus accumbens D1/D2 dopamine receptors in neuroleptic catalepsy. „European Journal of Pharmacology”. 182 (2), s. 327–34, 3 lipca 1990.
Liczba cytowań: 91 wg Web of Science.

- Ossowska K, Wardas J, Smiałowska M, Kuter K, Lenda T, Wierońska JM, Zieba B, Nowak P, Dabrowska J, Bortel A, Kwieciński A, Wolfarth S. A slowly developing dysfunction of dopaminergic nigrostriatal neurons induced by long-term paraquat administration in rats: an animal model of preclinical stages of Parkinson's disease?. „European Journal of Neuroscience”. 22 (6), s. 294–304, wrzesień 2005.
Liczba cytowań: 71 wg Web of Science.

- Konieczny J, Ossowska K, Wolfarth S,Pilc A. LY354740, a group II metabotropic glutamate receptor agonist with potential antiparkinsonian properties in rats. „Naunyn-Schmiedeberg's Archives of Pharmacology”. 358 (4), s. 500–2, październik 1998.
Liczba cytowań: 65 wg Web of Science.

- Lorenc-KociE, Wolfarth S,Ossowska K. Haloperidol-increased muscle tone in rats as a model of parkinsonian rigidity. „Experimental Brain Research”. 109 (2), s. 268–76, maj 1996.
Liczba cytowań: 58 wg Web of Science.

## Nagrody i wyróżnienia
- Złoty Krzyż Zasługi[2];
- Nagroda Sekretarza Naukowego PAN (dwukrotnie; 1977, 1980)[1][2];
- Nagroda VI Wydziału Nauk Medycznych PAN (dwukrotnie; 1997, 1999)[1][2];
- Nagroda Polskiego Towarzystwa Farmakologicznego[1][2];
- Nagroda Europejskiego Kolegium Neuropsychofarmakologii[1][2];
- Nagrody Dyrektora Instytutu Farmakologii PAN[2];
- Członkostwo honorowe Polskiego Towarzystwa Badań Układu Nerwowego (2005)[4].